# الشلالة
الشلالة قبلية ، مدينة وبلدية تابعة إقليميا إلى دائرة الشلالة ولاية البيض الجزائرية. يوجد تشابه في الأسماء بينها وبين دائرة قصر الشلالة بولاية تيارت وشلالة العذاورة بولاية المدية.

## الجغرافيا

### الموقع الجغرافي
يحد الشلالة كل من:
- شمالا: بوقطب
- جنوبا: بوسمغون
- شرقا:الأبيض سيدي الشيخ
- غربا:ولاية النعامة

### التضاريس
- جبل برام
- جبل بوداود
- جبل شقة

## أحياء وقرى البلدية
- الشلالة القبلية
- عين حشيفة

## وصلات أخرى

### وصلات داخلية
- دائرة الشلالة
- ولاية البيض

### وصلات خارجية
- إذاعة البيض الجهوية: الموقع الرسمي.
- الموقع الرسمي لولاية البيض.